# Country Life
Albums de Roxy Music
Stranded
(1973) Siren
(1975)
Country Life est le quatrième album de Roxy Music, paru en 1974. Il comprend notamment les chansons The Thrill of It All et All I Want Is You.
Sa pochette est illustrée d'une photo montrant deux jeunes femmes en sous-vêtements très transparents, leurs mains et bras cachant leurs parties intimes, sur un fond de verdure. Elle fut censurée dans plusieurs pays, notamment en Espagne.

## Titres
Toutes les chansons sont de Bryan Ferry, sauf mention contraire.

### Face 1
1. The Thrill of It All – 6:24
2. Three and Nine (Ferry, Mackay) – 4:04
3. All I Want Is You – 2:53
4. Out of the Blue (Ferry, Manzanera) – 4:46
5. If It Takes All Night – 3:12

### Face 2
1. Bitter-Sweet (Ferry, Mackay) – 4:50
2. Triptych – 3:09
3. Casanova – 3:27
4. A Really Good Time – 3:45
5. Prairie Rose (Ferry, Manzanera) – 5:12

## Musiciens
- Bryan Ferry : chant, claviers
- Phil Manzanera : guitare
- Andy Mackay : hautbois, saxophone
- John Gustafson : basse
- Eddie Jobson : claviers, arrangements de cordes
- Paul Thompson : batterie